# John Jervis, 1. Earl of St. Vincent

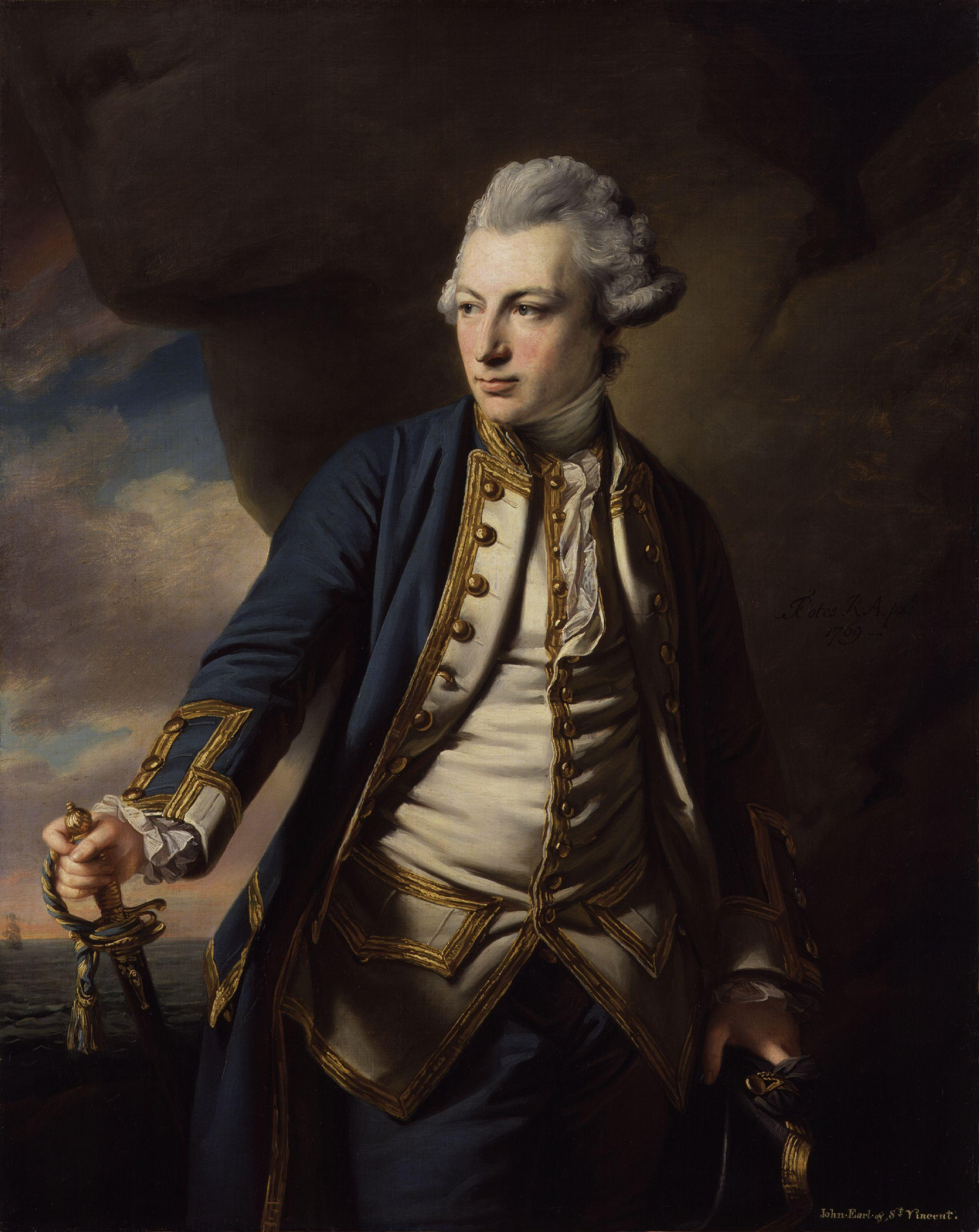
John Jervis, 1769

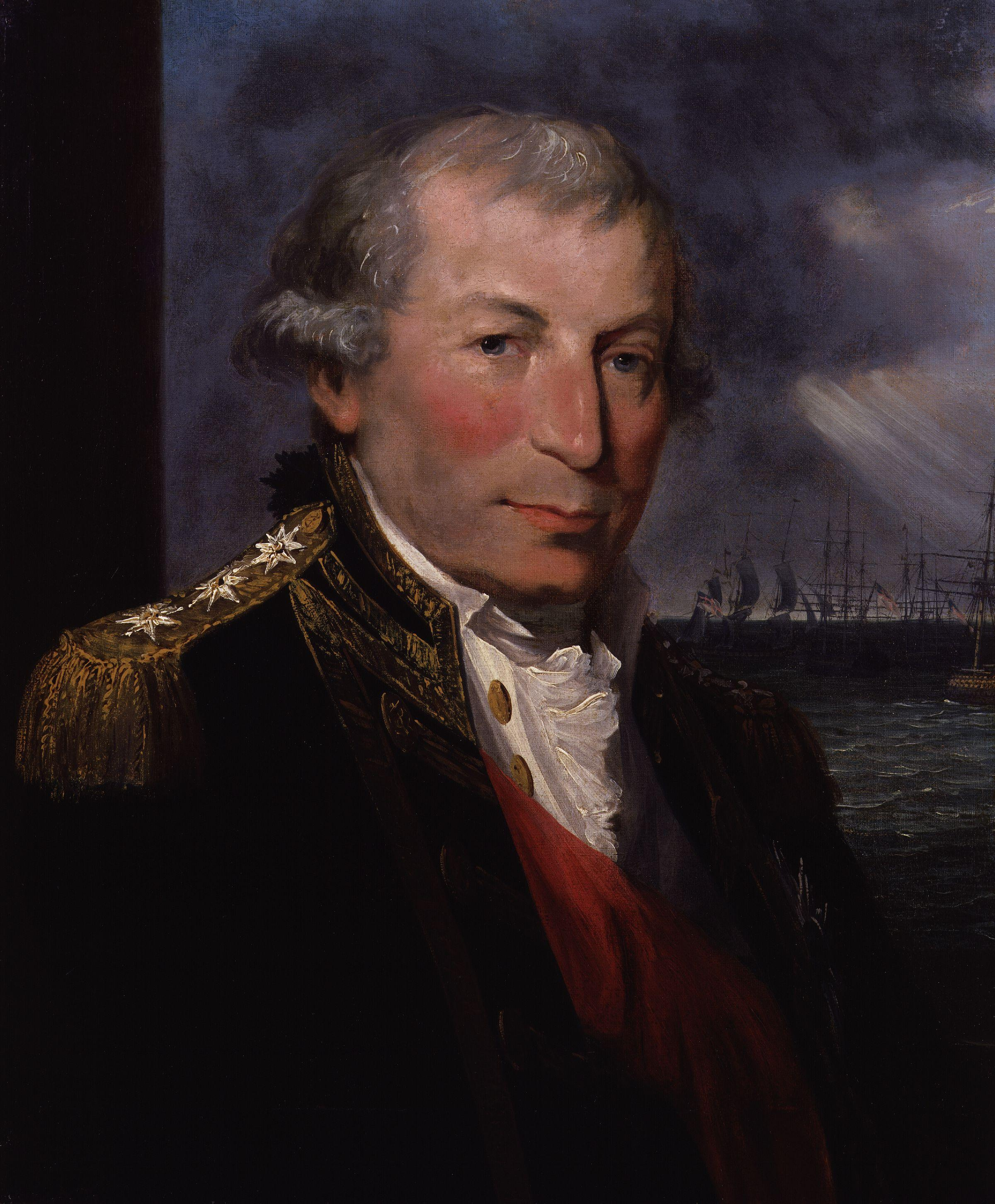
Sir John Jervis, um 1795

John Jervis, 1. Earl of St. Vincent, GCB PC (* 9. Januar 1735 in Meaford Hall, Staffordshire; † 14. März 1823 in Rochetts) war ein britischer Admiral.

## Leben
John Jervis war der zweite Sohn des Barristers Swynfen Jervis (1700–1771), Gutsherr von Meaford Hall in Staffordshire, aus dessen Ehe mit Elizabeth (vor 1700–1770), Tochter des George Parker, Gutsherr von Park Hall in Staffordshire. Er besuchte die Grammar School in Burton upon Trent und ab 1747 die Rev. Samuel Swinden’s Academy in Greenwich, wo sein Vater im selben Jahr Counsel to the Admiralty und Direktor des Greenwich Hospital wurde.
Als Jugendlicher trat er 1749 in die Royal Navy ein. 1755 erhielt er sein Offizierspatent als Lieutenant. Während des Siebenjährigen Krieges nahm an der Eroberung von Quebec 1759 als Commander teil und wurde 1760 zum Captain befördert. Als Kommandant des Linienschiffs Foudroyant von 80 Kanonen erwarb er sich im Amerikanischen Unabhängigkeitskrieg großen Ruhm, namentlich am 27. Juni 1778 in der Schlacht vor Ouessant. Nachdem es ihm 1782 gelungen war, die französische Pégase zu erobern, wurde Jervis als Knight Companion in den Bathorden aufgenommen und damit in den Ritterstand erhoben. 1787 wurde er zum Rear-Admiral befördert.
Nach dem Frieden von 1783 wurde er als Abgeordneter für das Borough Launceston in Cornwall ins britische Unterhaus gewählt, wo er sich den Whigs anschloss. Von 1784 bis 1790 war er Abgeordneter für Great Yarmouth in Norfolk und von 1790 bis 1794 für Wycombe in Buckinghamshire.
1788 heiratete Jervis seine Cousine Martha Parker († 1816), Tochter seines Onkels Sir Thomas Parker (um 1695–1784), der von 1742 bis 1772 Lord Chief Baron of the Exchequer war. Die Ehe blieb kinderlos.
1793 erfolgte die Beförderung zum Vice-Admiral und Oberbefehlshaber in Westindien, wo er im Rahmen des Ersten Koalitionskrieges im Folgejahr die französischen Kolonien Martinique und Guadeloupe eroberte. 1795 wurde er Admiral und Oberbefehlshaber der Mittelmeerflotte. In der Seeschlacht bei Kap St. Vincent schlug Jervis am 14. Februar 1797 an der Spitze von 15 Linienschiffen und vier Fregatten die 27 Linienschiffe und zehn Fregatten starke spanische Flotte und wurde hierfür als am 27. Mai 1797 Earl of St. Vincent und Baron Jervis, of Meaford in the County of Stafford, zum erblichen Peer erhoben. Er verhinderte, dass die Meutereien von Spithead und Nore auf seine Flotte übergriffen, indem er eine bisher nicht dagewesene Disziplin gnadenlos einforderte und gegebenenfalls auch mit den damals üblichen Strafen erzwang.
Nachdem er das Flottenkommando wegen seiner schlechten Gesundheit aufgeben musste, wurde er im Ministerium Addington von 1801 bis 1804 Erster Lord der Admiralität (Marineminister). Aus einem Brief an das Board of Admiralty im Jahr 1801 ist folgender bemerkenswerter Satz von ihm überliefert:

„Ich sage jetzt nicht, meine Herren, dass die Franzosen nicht kommen werden. Ich sage bloß, dass sie nicht übers Meer kommen werden.“

Am 21. April 1801 wurde ihm außerdem der Titel Viscount St. Vincent verliehen, der wegen der Kinderlosigkeit von Jervis den besonderen Verleihungsvermerk erhielt, dass er bei Fehlen eines Erben auch auf die Söhne seiner Schwester Mary Ricketts (um 1737–1828) übergehen könne. Von 1806 bis 1807 war Jervis Oberbefehlshaber der Kanalflotte, 1811 quittierte er seinen aktiven Dienst und sprach nur noch bis 1810 im Oberhaus über Angelegenheiten der Marine. 1814 erhielt er auch den Rang eines Generals der Royal Marines. 1815 wurde er zum Knight Grand Cross des Bathordens ernannt.
Er zog sich aufgrund seines schlechten Gesundheitszustandes und des Todes seiner Frau Martha 1816 mehr und mehr aus dem öffentlichen Leben zurück. Im Zuge der Krönung Georgs IV. 1821 wurde er noch zum Inhaber des höchsten Rangs in der Royal Navy, zum Admiral of the Fleet, ernannt. Er starb am 14. März 1823 in Rochetts. Da er kinderlos blieb, beerbte ihn sein Neffe Edward Jervis Ricketts lediglich als Viscount St. Vincent, die beiden anderen Titel erloschen.

## Ehrung
- Nach ihm wurde der Gulf Saint Vincent, an der Küste Australiens benannt.